# 한스 그림

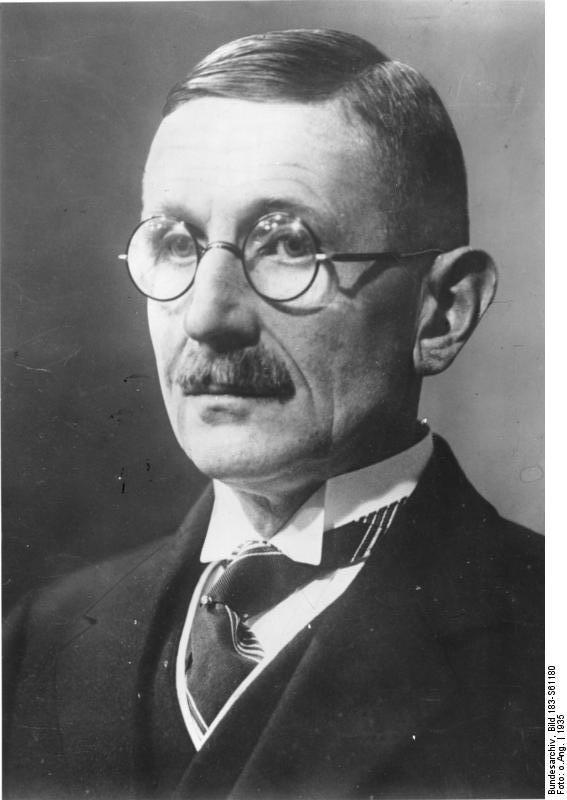

한스 그림(Hans Grimm, 1875년 3월 22일 ~ 1959년 9월 29일)은 독일의 작가이자 현대독일의 소설가이다.
비스바덴에서 출생하였으며 독실한 크리스찬이다. 청년시절 상인으로 남아프리카에 건너간 일이 있었고 귀향(歸鄕)후에는 베제르 강변에 위치한 리포르스베르크에서 살았다. 남아프리카에 살 때 얻은 소재(素材)로 <토지없는 백성>(1928)을 썼다. 영국의 식민지를 낱낱이 볼 수 있었던 그는 독일인의 운명에 대한 깊은 의구심을 품었다. 이 작품은 그 시기에 있어서 중요작품 중의 하나이다.